# Гайфуллин, Булат Накиевич
Булат Накиевич Гайфуллин (род. 1960) — специалист в ИТ, предприниматель, один из создателей и первый президент ассоциации РУССОФТ, создатель альянса разработчиков программного обеспечения «Силиконовая Тайга». Эксперт в области геронтологии, процессов старения - Секретарь Секции Геронтологии МОИП МГУ, член Правления Московского отделения Геронтологического Общества при РАН, член Canadian Longevity Association и American Academy of Anti-Aging Medicine (A4M). Основная сфера интересов - Practical Longevity (информационная аналитика и практические проекты в области замедления процессов старения).

## Биография
После окончания средней школы (1977), учился на факультете ВМК МГУ (1977—1982). Окончил аспирантуру факультета ВМК по кафедре автоматизации систем вычислительных комплексов (1985). Защитил диссертацию на степень кандидата технических наук.
- Экспериментальный завод научного приборостроения АН СССР (1986—1988).
- Институт Проблем Микроэлектроники РАН (1988-1991).
- Компания Interface Ltd. (с 1991).
- Президент Альянса разработчиков программного обеспечения АРПО/NSDA, в дальнейшем переименованной в «Руссофт» (2000—2004), один из создателей и первый президент ассоциации Руссофт (2004).
- Президент Альянса разработчиков программного обеспечения «Silicon Taiga»[4][5] (с 2000).
- Руководитель проекта Practical Longevity

Во времена перестройки участвовал в различных проектах по разработке и внедрению аппаратно-программных комплексов, связанных с микроэлектроникой. Для этого в 1991 году при Всесоюзном обществе информатики и вычислительной техники был создан хозрасчетный центр «Интерфейс». 
По итогам рейтинга 2000 года, назван одним из 30 лучших руководителей компьютерных компаний России («Карьера» № 7-8 2000). По итогам рейтинга «1000 самых профессиональных менеджеров России»  в сфере информационных технологий занял 10 место среди наиболее профессиональных руководителей IT-компаний (Ассоциация менеджеров, ИД «Коммерсантъ»).
Дополнительное образование:
- В 2014-2015 гг прошел обучение на курсах “Управление персоналом клиники” и miniMBA “Менеджмент в медицинском бизнесе” в Moscow Business School.
- В 2009-2010 году получил второе высшее образование на Психологическом ф-те МГУ по специальности “Организационная психология и управление персоналом”.

В 2019-2020 гг. прошел обучение в Московским институте психоанализа по программе "Психотехнологии в работе с пожилыми людьми и психопрофилактика старения” и в АНО ВГАППССС по программе “Клиническая психология в геронтологии”.
Практическая деятельность в области геронтологии и антивозрастной медицины:
- 2014-2016 Коммерциализация и трансфер (клеточных) технологий в рамках проекта Medbiokor
- 2015-2017 Xanadu-Medbiokor Stem Cell Institute & Research Group (Bahamas) - подготовка бизнес-плана, получение лицензии на использование клеточных технологий, работа с инвесторами
- 2016 THE MANAWA HEAVEN (MedCan New Zealand) - разработка проекта антивозрастной клиники в Новой Зеландии
- 2018-н.в. Участие в организации заседаний, семинаров и конференций Секции Геронтологии МОИП МГУ и Геронтологического общества при РАН, подготовка Сборников трудов Секции Геронтологии МОИП МГУ
- 2019-2020 Организация торгового представительства производителя линейки продуктов антивозрастной направленности Nobel.farm в Северной Америке (Канада, США)
- 2021-2022 Организация и реализация проектов в области информационной аналитики и исследований по темам Longevity(& Precision) Medicine (клиники и сервисы - Великобритания, Швейцария, США, Канада, ОАЭ); разработка и реализация начальной стадии проекта по Virtual Longevity Clinic; консалтинг и руководство подразделением Practical Longevity для Aging Analytic Agency; создание международной команды для технического контрибутинга и ghostwriting по направлению (Practical) Longevity Medicine
- 2022-н.в. Canadian Institute for Regenerative Medicine